# Александра Ботез
Александра Валерія Ботез ( [ˈboʊtɛz] BOH-tez ; народилася 24 вересня 1995)  — американська та канадська шахістка, гравець у покер, онлайн-стример і YouTube блогерка. У шахах вона має титул майстра ФІДЕ серед жінок (WFM), її максимальний рейтинг ФІДЕ - 2092. Вона є п'ятиразовою національною чемпіонкою Канади серед дівчат і одноразовою національною чемпіонкою США серед дівчат. Ботез представляла Канаду на трьох жіночих шахових Олімпіадах у 2012, 2014 та 2016 роках . Олександра та її молодша сестра Андреа Ботез ведуть канали BotezLive Twitch і YouTube, кожен з яких має понад 1 мільйон підписників і є одним із найбільших шахових каналів на кожній платформі.
Ботез почала грати в шахи в Канаді в шість років і виграла свій перший національний чемпіонат серед дівчат у вісім років. Пізніше вона повернулася до Сполучених Штатів, де народилася, і виграла US Girls Nationals у віці 15 років. Ботез почала транслювати шаховий контент онлайн у 2016 році, коли вона була студенткою Стенфордського університету . Її сестра Андреа іноді з’являлася, а згодом приєдналася на повний робочий день, щоб разом керувати каналами у 2020 році. Канал BotezLive вже був одним із найвідоміших шахових каналів Twitch із понад 50 000 підписників до 2020 року. Він виріс у десять разів приблизно за рік у рамках шахового буму 2020 року, пов’язаного з пандемією COVID-19 та серіалом «Ферзевий гамбіт» на Netflix. Сестри Ботез регулярно співпрацюють з іншими найкращими шаховими стрімерами, такими як akaNemsko . Вони також співпрацювали з найкращими шахістами, такими як Магнус Карлсен, і регулярно співпрацюють із відомими стримерами за межами шахової спільноти, завдяки їх участі в PogChamps. Ботез і її сестра раніше були членами Envy Gaming, а потім OpTic Gaming після злиття організацій. Ботез тренує Йон Людвіг Хаммер. Ботез була членом ради директорів Фонду Сьюзен Полгар, метою якого є популяризація шахів серед дітей у Сполучених Штатах, особливо серед дівчат. Після свого успіху як шаховий стример, Ботез також почала професійно грати в покер. Вона брала участь у Світовій серії покеру, а також у турнірах знаменитостей з іншими відомими стримерами, такими як xQc, і професійними гравцями в покер, такими як Філ Гельмут . Ботез стала амбасадором GGPoker у 2024 році.

## Раннє життя та походження
Ботез народився в сім'ї румунських іммігрантів.  Хоча вона народилася в Далласі, штат Техас, вона виросла у Ванкувері, Британська Колумбія.  Вона є старшою сестрою Андреа Ботез . Батько Ботез познайомив її з шахами і почав тренувати її, коли їй було шість років.  Згодом вона стала членом шахового клубу румунського громадського центру Golden Knights, який тренував шаховий майстер Валер Еуген Дем'ян. 

## Шахова кар'єра
Ботез виграла свій перший національний чемпіонат Канади серед дівчат у 2004 році у віці восьми років.  Вона грала за національну збірну Канади в 2010 році, а пізніше виграла ще чотири молодіжні національні титули.  Після повернення до Сполучених Штатів Ботез виграла US Girls Nationals у віці п’ятнадцяти років і двічі представляла штат Орегон у SPF Girls' Invitational, заснованому Сьюзен Полгар та її фондом .  Вона чотири рази брала участь у юнацькому чемпіонаті світу з шахів, посівши 31-ше місце в 2009 році в категорії дівчат до 14 років, але все ще не була в рейтингу.  У 2013 році Ботез отримала титул жіночого майстра ФІДЕ (WFM), зайнявши спільне перше місце на національному чемпіонаті Північної Америки серед дівчат U-16 разом з переможницею Меган Лі . 
Навчаючись у середній школі в Орегоні, Ботез отримала повну шахову стипендію в Техаському університеті в Далласі, вигравши 2011 Національний чемпіонат Kasparov Chess Foundation серед дівчат.  Зрештою вона відмовилася від стипендії для вступу до Стенфордського університету, віддавши перевагу навчанню над шахами. У Стенфорді вона вивчала міжнародні відносини з акцентом на Китаї.  Під час навчання на другому курсі у 2014 році Ботез стала другою жінкою-президентом шахового клубу Стенфордського університету після Сінді Цай у 2005 році  Закінчила в 2017р. 

Ботез досягла свого найвищого рейтингу ФІДЕ 2092 у 2016 році у віці 20 років. Вона регулярно входить до десятки найкращих канадських шахісток.  Ботез представляла Канаду на трьох жіночих шахових Олімпіадах, граючи на дошці 4 у 2012 році та на дошці 3 у 2014 та 2016 роках.    Її найкращий виступ на Олімпіаді був у 2014 році, а найкращим результатом Канади з нею в команді було 39 місце в 2016 році. У 2014 і 2016 роках Ботез грала у тій же команді, що й майбутній видатна шахова стрімерша Цюй Чжоу, також відома як Немо або Nemsko.  
На 2024 Reykjavik Open Ботез перемогла Яна Карстена, міжнародного майстра (IM) з рейтингом 2323, що стало найкращою перемогою в її кар’єрі за рейтингом.  Менш ніж через два місяці в Орозеї Ботез виграв Б-секцію Всесвітнього шахового фестивалю в Сардинії для гравців з рейтингом до 2000 року з результатом 8½/9, на півтора очка попереду інших. 